# 亞利桑那領地

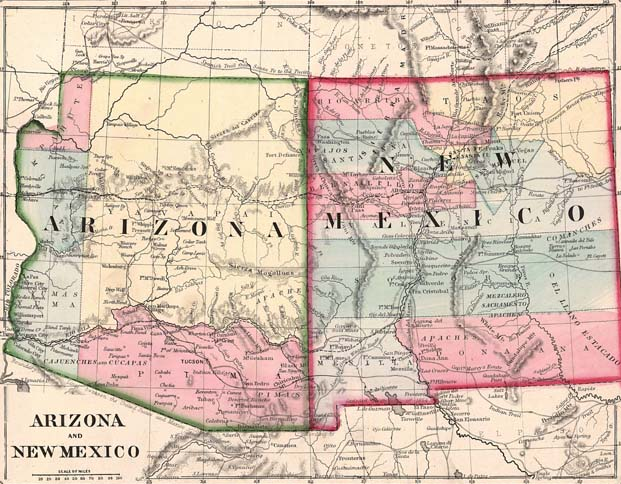
亞利桑那領地和新墨西哥領地

亞利桑那領地（英語：Arizona Territory）是美國歷史上的一個合併建制領土，存在於1863年2月24日至1912年2月24日之間，之後升格為亞利桑那州。亞利桑那領地系新墨西哥領地西南部在南北戰爭期間分裂誕生。美利堅聯盟國也宣布成立過自己的亞利桑那領地。